# 京都市電出町線
出町線（でまちせん）は、京都市の南北の通りである寺町通などに敷設されていた狭軌電気軌道路線。別名寺町線（てらまちせん）。
京都電気鉄道（京電）が中立売線と出町（出町橋西詰）を結ぶ路線として1901年（明治34年）に建設した。1918年（大正7年）に京都市に買収され京都市電出町線となり、河原町線の敷設に伴い1924年（大正13年）に廃止された。

## 概要
1895年（明治28年）2月1日に、日本で最初となる営業用電気鉄道を東洞院通東塩小路踏切南側（京都駅） - 下油掛間で走らせた京都電気鉄道は、同年4月1日には京都駅から木屋町通・二条通を経て第4回内国勧業博覧会のメイン会場（現在の平安神宮・岡崎公園）に至る路線（木屋町線・鴨東線）と、同路線から木屋町二条で西に分岐し、二条通・寺町通・丸太町通を経て丸太町富小路に至る路線を開通させた。
その後、木屋町二条から分岐し丸太町富小路に至る路線（中立売線）は西に延伸し、同1895年中には丸太町通・烏丸通・下立売通・堀川通（東堀川通）を経て堀川中立売に達した。
この中立売線の寺町丸太町から寺町通を北進し、今出川通を東に進んで、後に河原町通となる街路を北進、出町橋西詰（公称町名では「青龍町」）に至っていたのが出町線である。
出町線は、軌間1067mm（いわゆる「狭軌」）、600V直流電化の単線路線であり、1901年（明治34年）3月11日に営業を開始した。途中の電停は丸太町広小路、丸太町今出川が置かれた。
その後、1918年（大正7年）7月1日に、京都電気鉄道が京都市に買収され京都市電の出町線となった。その後、今出川通以北の区間が休止となり、寺町今出川から河原町今出川の区間の今出川線と、河原町線の敷設に伴い1924年（大正13年）10月1日に廃止された。ただし、河原町線が今出川通以北に路線を延ばしたのは、太平洋戦争後の1956年のことである。京都市電河原町線は1977年（昭和52年）に七条河原町以北の大部分が廃止され、残った区間も1年後の京都市電全廃時に廃止となった。

## 沿革
- 1901年（明治34年）3月11日 寺町丸太町 - 寺町今出川 - 河原町今出川 - 出町[注釈 2]間が開業し、全線開業[11]。
- 1918年（大正7年）7月1日 京都市が京都電気鉄道を買収。出町橋西詰 - 寺町丸太町間に第11号系統が設定される[12]。
- 1924年（大正13年）
  - 4月9日 寺町今出川 - 出町間休止[13]。
  - 10月1日 寺町丸太町 - 河原町今出川間廃止[3]。河原町線 河原町今出川 - 河原町丸太町間開業。今出川線 寺町今出川 - 河原町今出川間延伸開業[10]。

## 電停一覧
停留所／交差する通り（接続、距離は路線図参照）
- 寺町丸太町／丸太町通
- 寺町広小路／広小路通
- 寺町今出川／今出川通
- 出町／出町橋

## 別名
出町線を含む路線の別名は、次のとおり。

寺町線
寺町丸太町から出町橋西詰（出町）まで（1.019哩≒1.640km）。寺町通上の寺町二条あるいは寺町丸太町から寺町今出川までの区間をいうこともある。寺町今出川までの区間をいう場合、寺町今出川から出町までの区間を出町線ということもある。